# Batavia (Argentine)
Pour les articles homonymes, voir Batavia.
Batavia est une localité argentine du département de Gobernador Dupuy, au sud de la province de San Luis. Il est situé sur les voies du chemin de fer General San Martín qui est parallèle à la route provinciale 12.

## Démographie
Elle compte 349 habitants (Indec, 2010), ce qui représente une augmentation de 6 % par rapport aux 328 habitants (Indec, 2001) du recensement précédent.
Graphique évolution démographique de Batavia entre 1947 et 2010
Source des recensements nationaux de l'INDEC = Instituto Nacional de Estadística y Censos (Argentina)

## Climat
Le mois le plus chaud est janvier, avec un maximum absolu de 42,2 °C et le plus froid est juillet avec une température minimale absolue de −10,9 °C.